# 필리주어
필리주어(Filisur)는 스위스 그라우뷘덴주의 알불라군에 있는 알프스 마을이자, 이전 시정촌이다. 마을은 알불라 고개의 알불라/알프라강과 다보스의 란트바서강이 만나는 서쪽이 보이는 언덕에 자리 잡고 있다. 2018년 1월 1일 베르귄 및 필리주어의 이전 지자체는 베르귄 필리주어의 새로운 지자체로 병합되었다.

## 역사
필리주어는 1262년에 빌라 Fallisour로 처음 언급되었다.

## 지리
필리주어의 면적은 2006년 기준으로 44.6k㎡이다. 이 면적 중 18.1%는 농업용으로 사용되며 46.6%는 산림이다. 나머지 토지 중 1.6%는 정착지(건물 또는 도로)이고 나머지(33.7%)는 불모지(강, 빙하 또는 산)이다.
2017년 이전에 시정촌은 알불라 지역의 베르귄 준구에 위치했으며, 2017년부터 알불라 지역의 일부이다. 해발 1,504m의 필리주어 마을과 예니스베르크의 작은 마을로 구성되어 있다.

## 인구 통계

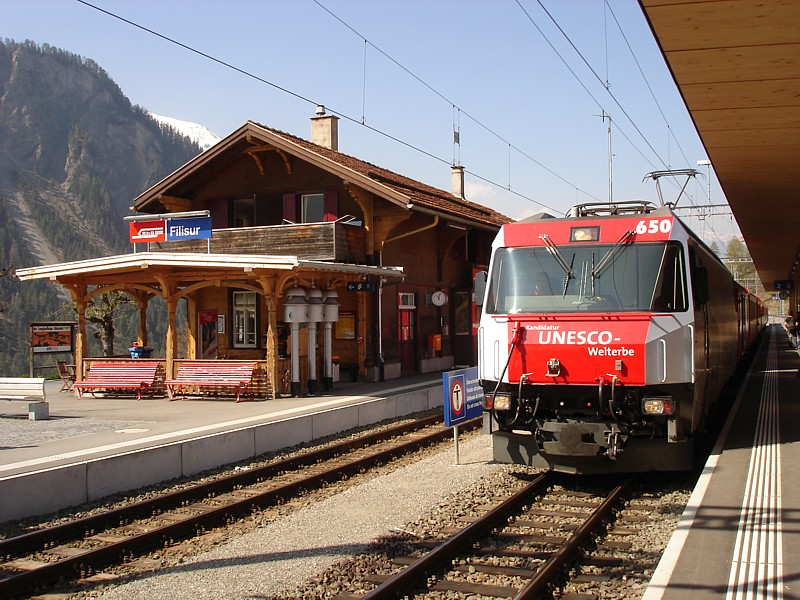
필리주어역

2020년 12월 31일을 기준으로 필리주어의 인구는 434명이다. 2008년 기준으로 인구의 14.1%가 외국인이다. 지난 10년 동안 인구는 0.8%의 비율로 증가했다. 2000년 기준으로 인구 대부분은 독일어(84.5%)를 사용하며, 이탈리아어가 2위(6.7%)이고 로만슈어가 3위(3.0%)이다.
2000년 기준으로 인구의 성별 분포는 남성 49.5%, 여성 50.5%였다. 2000년 현재 필리주어의 연령 분포는 다음과 같다. 58명(인구의 12.4%)이 0세에서 9세 사이이다. 36명(7.7%)은 10~14세, 23명(4.9%)은 15~19세이다. 성인 인구 중 60명(인구의 12.9%)이 20~29세이다. 57명 또는 12.2%는 30 ~ 39세, 67명 또는 14.4 %는 40 ~ 49세, 72명 또는 15.5%는 50 ~ 59세이다. 노인 인구 분포는 39명 또는 인구의 8.4 %가 60 ~ 69세이다. 70~79세는 31명(6.7%), 80~89세는 17명(3.6%), 90~99세는 6명(1.3%)이다.
2007년 연방 선거에서 가장 인기 있는 정당은 36.5%의 득표율을 기록한 FDP였다. 다음으로 가장 인기 있는 세 정당은 SVP (33.3%), SPS (22%) 및 CVP (6.5%)였다.
필리주어에서는 인구의 약 69.4%(25-64세)가 비필수 고등교육 또는 추가 고등교육(대학 또는 응용학문대학)을 완료했다.
필리주어의 실업률은 2.02%이다. 2005년 기준으로 1차 경제 부문에 72명이 고용되어 있고, 이 부문에 약 10개 기업이 관여하고 있다. 34명이 2차 부문에 고용되어 있고, 이 부문에 8개의 기업이 있다. 86명이 3차 부문에 고용되어 있으며, 이 부문에는 16개의 기업이 있다.
역사적 인구는 다음 표에 나와 있다.
| 년도 | 인구 |
| ---- | ---- |
| 1803 | 164  |
| 1850 | 280  |
| 1888 | 273  |
| 1900 | 644a |
| 1910 | 333  |
| 1950 | 375  |
| 1960 | 318  |
| 1970 | 325  |
| 1980 | 410  |
| 1990 | 413  |
| 2000 | 333  |

^a  래티셰 철도의 건설 기간에 인구 증가가 있었다.

## 기후
필리주어의 연간 강우량은 평균 109.9일이며 평균 강수량은 893mm이다. 가장 습한 달은 8월로 필리주어의 평균 강수량은 122mm이다. 이달의 평균 강수일은 12.3일이다. 일년 중 가장 건조한 달은 2월이며 12.3일 동안 평균 강수량이 43mm이다.

## 국가중요문화재

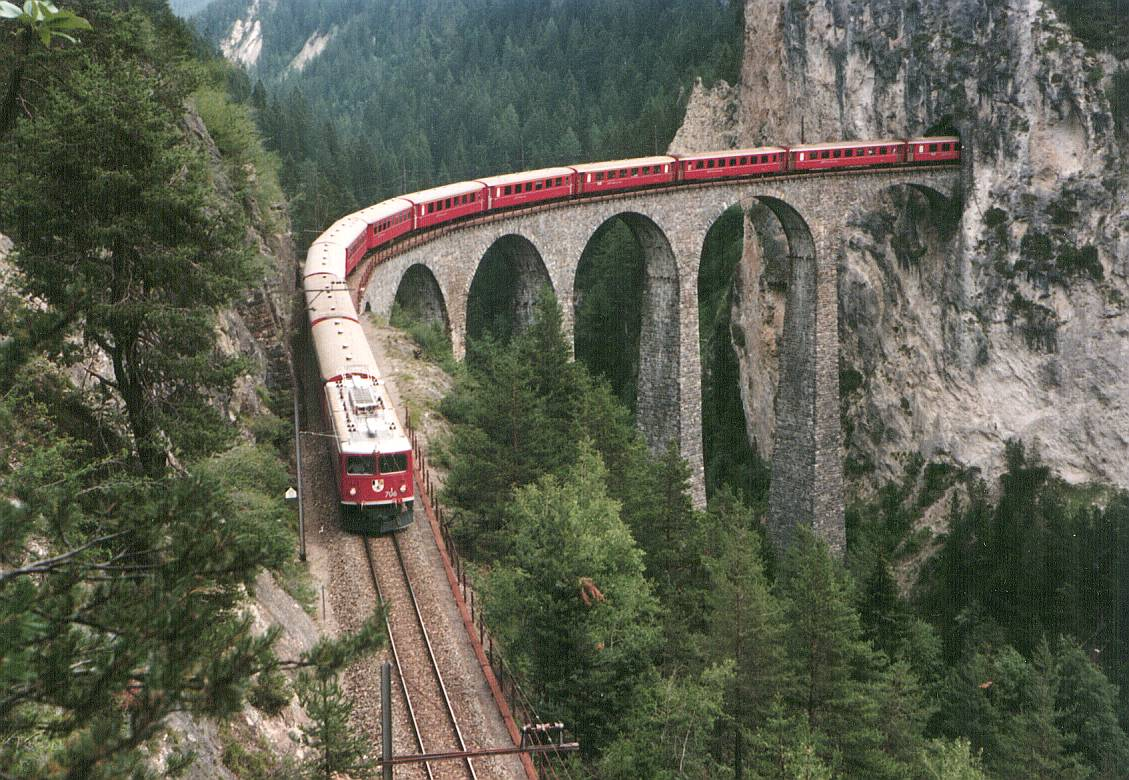
란트바서 고가교, 65 m 높이와 136 m 길이, 1902년 건설

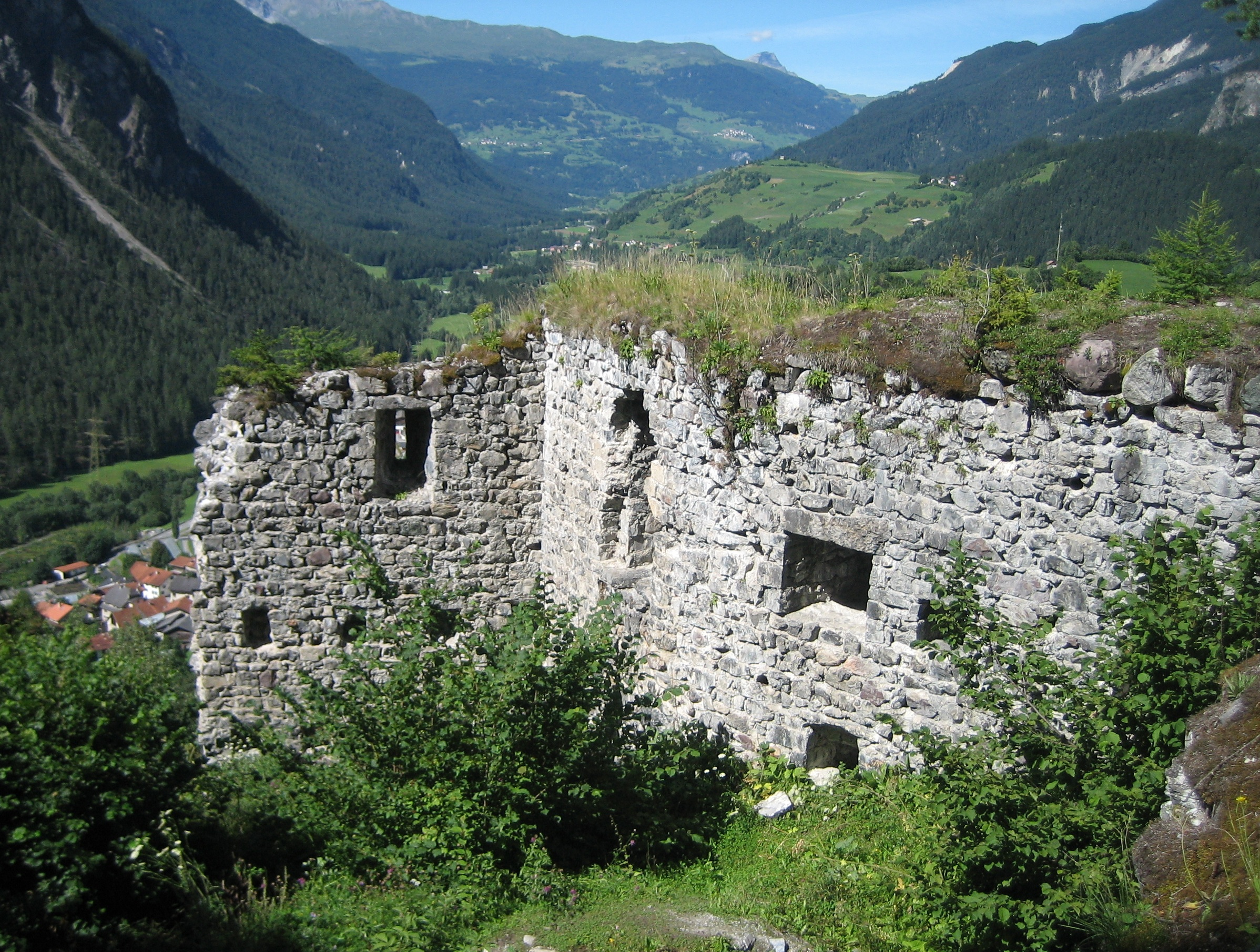
그라이펜슈타인성 유적

그라이펜슈타인성 유적과 래티셰 철도의 슈미텐토벨 고가교와 란트바서 고가교는 국가적으로 중요한 스위스 문화유산으로 등재되어 있다.

## 교통
필리주어역은 마을의 북서쪽 중심에서 50m 위에 위치해 있으며, 쿠어(585m)와 장크트모리츠 사이의 경로에서 래티셰 철도(RhB), 빙하특급 및 베르니나 익스프레스가 운행된다. (1,775m). 다보스 행 노선의 종착역이기도 하다.
포스트버스 스위스도 마을을 통해 서비스를 운영한다.